# Gerrha
Gerrha (in arabo  جرحاء‎?) era un'antica città araba sulla costa occidentale del Golfo Persico. Più precisamente, è stato calcolato che l'antica Gerrha si trovasse nei pressi o sotto all'attuale fortezza di Uqair. Questo forte si trova 75 km a nord-est di Al-Hasa, nella provincia orientale dell'Arabia Saudita. Questa posizione fu per la prima volta ipotizzata da Robert Ernest Cheesman nel 1924. Gerrha e Uqair sono siti archeologici della costa orientale della penisola araba, a soli 90 km dalle antiche sepolture di Dilmun sull'isola di Bahrain.
Prima dello sviluppo di Gerrha questa zona apparteneva alla civiltà Dilmun, che fu conquistata dall'Assiria nel 709 a.C. Gerrha fu il centro di un regno arabo approssimativamente dal 650 a.C. al 300 d.C. Il regno fu attaccato da Antioco III nel 205-204 a.C., anche se sembra essere sopravvissuto al colpo. Non si sa esattamente quando Gerrha crollò, ma questa zona era sotto il controllo dei persiani Sasanidi dopo il 300.
Gerrha fu descritta da Strabone come abitata da esuli Caldei fuggiti da Babilonia, i quali costruivano le proprie case in sale e le riparavano spruzzando acqua salata. Plinio dice che misurasse 7,5 km di circonferenza, con torri erette in blocchi quadrati di sale.
Sono state tentate varie identificazioni del sito. J.P.B. D'Anville scelse El Katif, Carsten Niebuhr preferì il Kuwait e C. Forster ipotizzò che le rovine fossero all'entrata della baia dietro all'isola del Bahrain.